# Беруашвили, Малхаз Ноевич
Малхаз Беруашвили (груз. მალხაზ ბერუაშვილი; род. 14 октября 1961) — советский и грузинский самбист, чемпион и призёр чемпионатов СССР, чемпион Европы и мира.

## Карьера
Родился в Шида-Картли. Воспитанник тбилисского дзюдо и самбо.
Чемпион мира 1990 года в категории свыше 100 кг. В 1990 и 1991 годах становился чемпионом Европы. Чемпион СССР (1990), бронзовый призёр чемпионата СССР (1986).
Также занимался дзюдо. На юниорском чемпионате Европы 1980 года в Лиссабоне (Португалия) стал вторым. Четырежды (1980, 1984, 1985, 1986) побеждал на международном турнире в Тбилиси, а в 1981 году стал его серебряным призёром. В марте 1986 года завоевал бронзу на международном турнире в Потсдаме. Становился чемпионом СССР (1984) и победителем Спартакиады народов СССР (1983). Пятикратный чемпион по грузинской борьбе (1979, 1982, 1984, 1987, 1989).
В 1986 году окончил Грузинский институт физической культуры.